# Pischelsdorf in der Steiermark
Pischelsdorf in der Steiermark is een plaats en een voormalige gemeente in de Oostenrijkse deelstaat Stiermarken. Het is een ortschaft van Pischelsdorf am Kulm, dat deel uitmaakt van het district Weiz.
De gemeente Pischelsdorf in der Steiermark telde in 2014 2556 inwoners. In 2015 ging ze bij een herindeling, tegelijkertijd met Kulm bei Weiz en Reichendorf, op in de nieuwe gemeente Pischelsdorf am Kulm.
Albersdorf-Prebuch
· Anger
· Birkfeld
· Fischbach
· Fladnitz an der Teichalm
· Floing
· Gasen
· Gersdorf an der Feistritz
· Gleisdorf
· Gutenberg
· Hofstätten an der Raab
· Ilztal
· Ludersdorf-Wilfersdorf
· Markt Hartmannsdorf
· Miesenbach bei Birkfeld
· Mitterdorf an der Raab
· Mortantsch
· Naas
· Passail
· Pischelsdorf am Kulm
· Puch bei Weiz
· Ratten
· Rettenegg
· Sankt Kathrein am Hauenstein
· Sankt Kathrein am Offenegg
· Sankt Margarethen an der Raab
· Sankt Ruprecht an der Raab
· Sinabelkirchen
· Strallegg
· Thannhausen
· Weiz
- Gemeinsame Normdatei: 4408600-3
- Virtual International Authority File: 244269245
- WorldCat: E39PBJd3M9qCVjfGW7T978hfv3